# Bắc Bội
Bắc Bội (chữ Hán giản thể:北碚区, Hán Việt: Bắc Bội khu) là một quận thuộc thành phố trực thuộc trung ương Trùng Khánh, Cộng hòa Nhân dân Trung Hoa. Quận này có diện tích 755 km2, dân số năm 2006 là 650.000 người. Quận Bắc Bội nằm ở tây bắc của thành phố Trùng Khánh, có sông Gia Lăng Giang chảy qua. Quận này có 27,4% diện tích là rừng rậm, là địa điểm du lịch sinh thái và có phong cảnh đẹp của thành phố này.